# Hypsicera watanabei
Hypsicera watanabei är en stekelart som beskrevs av Setsuya Momoi och Kusigemati 1970. Hypsicera watanabei ingår i släktet Hypsicera och familjen brokparasitsteklar. Inga underarter finns listade i Catalogue of Life.